# Armazém Santa Ana
O Armazém Santa Ana é um armazém de secos & molhados localizado no bairro curitibano do Uberaba.
Os armazéns tipo secos & molhados (s&m) são típicos comércios do século XIX que vendiam desde grãos in natura e a granel ou azeito “por litro” até utensílios de uso doméstico e de trabalho na lavoura e a grande maioria dos seus produtos eram de origem artesanal. A partir da segunda metade do século XX esta configuração comercial passou a ser substituída por lojas especializadas em produtos e/ou substituídos pelo comércio de produtos industrializados nas chamadas mercearias ou supermercados. Ainda é possível encontrar s&m no interior do país, porém, é raríssimo nos grandes centros urbanos.
O Armazém Santa Ana é um dos principais pontos de referência da Av. Sen. Salgado Filho (uma das principais vias da cidade de Curitiba) e recebe a visita de inúmeros turistas que desejam conhecer o mais antigo armazém de s&m da capital paranaense, pois o estabelecimento se mantém inalterado desde a década de 1950 .

## História
O alvará de funcionamento expedido para o casal Paulo Szpak (ucraniano) e Julia Zielonka (polonesa) data de 30 de maio de 1934 e inicialmente era para uma taverna no bairro Umbará. A taverna foi transferida para a antiga estrada de São José dos Pinhais (atual Av. Sen. Salgado Filho) em 1937, porque o casal queria aproveitar o intenso trafego de viajantes entre a capital e a cidade vizinha de São José dos Pinhais e também aqueles que se deslocavam entre Curitiba e Santa Catarina, pois a estrada era a principal ligação com o estado vizinho.
Em 1952 Paulo transformou a taverna em um comércio de secos & molhados e para obter seus produtos para venda, negociava com os imigrantes que povoavam a região nas várias colônias ali existentes.
Passados setenta anos da iniciativa empreendedora de Paulo e Julia, a Prefeitura Municipal de Curitiba homenageou o “Armazém” e os atuais donos (e descendentes do casal) por conservar este tipo de comércio e as características físicas do estabelecimento, inalteradas desde a época que o “Santa Ana” recebeu seus primeiros clientes.
Atualmente o estabelecimento recebe os clientes que procuram feijão a granel, botinas, enxadas e cadeiras de palha, como também atende aos turistas que desejam algumas pequenas recordações da cidade ou apenas apreciar as tábuas de frios ali servidos. 

## Imagens
| Artigos diversos vendidos no armazém de secos & molhados Santa Ana. | Produtos da "Colônia" muito apreciado por locais e turistas do "Armazém". | Armazém Santa Ana no Uberaba. Prédio e comércio idênticos aos anos de 1950. Foto de 2010. | Primeiro alvará de funcionamento do estabelecimento. Data de 30 de maio de 1934 para o funcionamento de uma taverna. | 2004. A prefeitura de Curitiba reconhece o local como ponto histórico da cidade. |
| ------------------------------------------------------------------- | ------------------------------------------------------------------------- | ----------------------------------------------------------------------------------------- | --- | -------------------------------------------------------------------------------- |
| Ficheiro:Armazem santa ana curitiba.jpg                             | Ficheiro:Armazem santa ana uberaba.jpg                                    | Ficheiro:Armazem santa ana salgado filho.PNG                                              | |                                                                                  |

## Ligação externa
- Armazém Santa Ana – Onde vende de tudo Oba Gastronomia